# Stefano Bardini

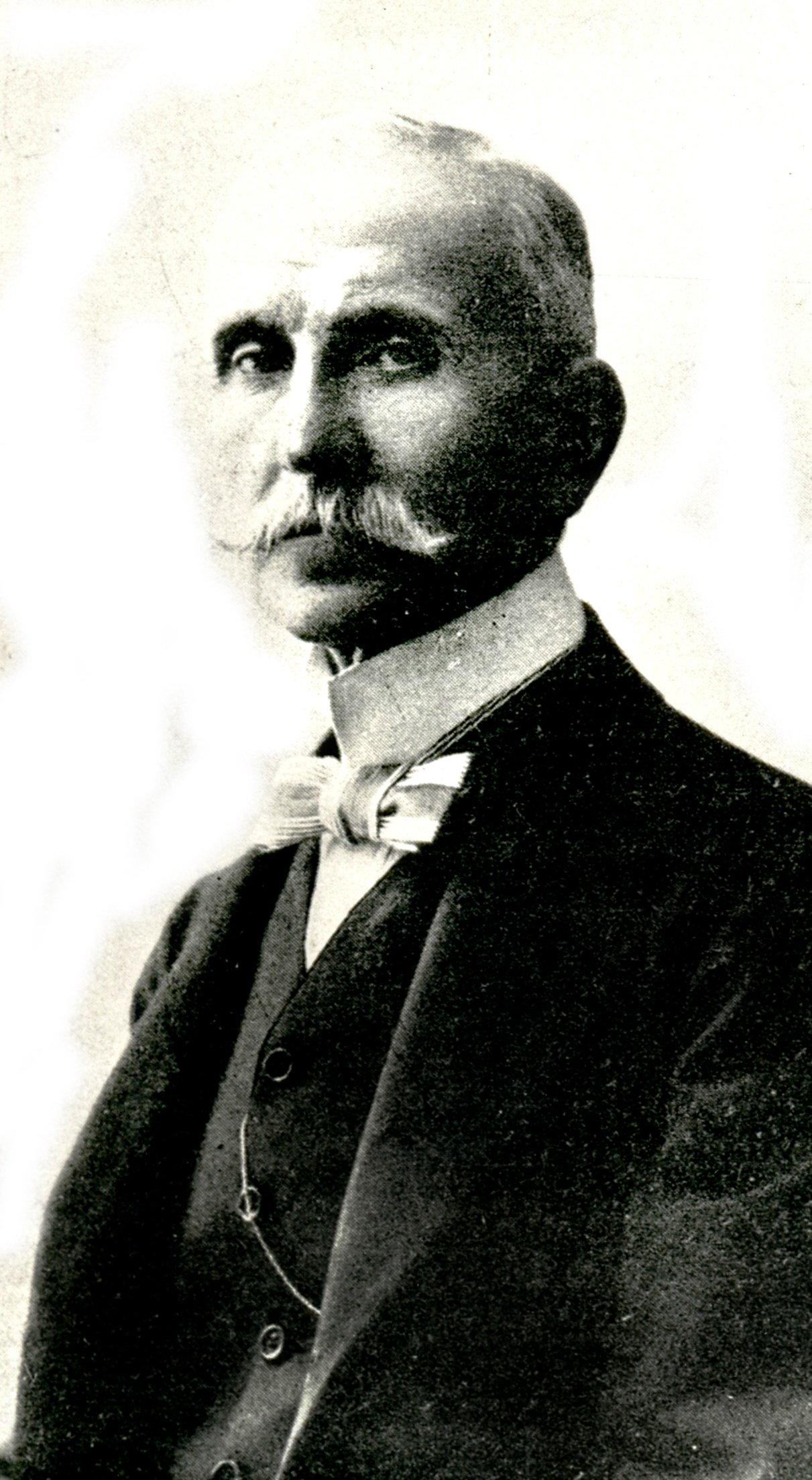
Stefano Bardini

Stefano Bardini (* 13. Mai 1836 in Pieve Santo Stefano; † 12. September 1922 in Florenz) war ein italienischer Kunsthändler, Maler, Sammler und Mäzen.

## Leben
Mit 18 Jahren begann er ein Studium an der Accademia di Belle Arti in Florenz, als Schüler von Giuseppe Bezzuoli und danach von Benedetto Servolini. Er frequentierte das  Caffè Michelangiolo und erwies sich als begabter Kopist und Restaurator. Ein erhalten gebliebenes Fresko in der Villa di Triboli behandelt das politische Thema „Frankreich eilt Italien zu Hilfe“.
Bardini schlug aber nach 1870 die Karriere des Kunsthändlers ein und war als solcher äußerst erfolgreich. Zu seinen Kunden zählten das  Kaiser-Friedrich-Museum, der Louvre, das Victoria and Albert Museum und Sammler wie Isabella Stewart Gardner, John Pierpont Morgan, John G. Johnson und das Ehepaar Nélie Jacquemart – Édouard André.

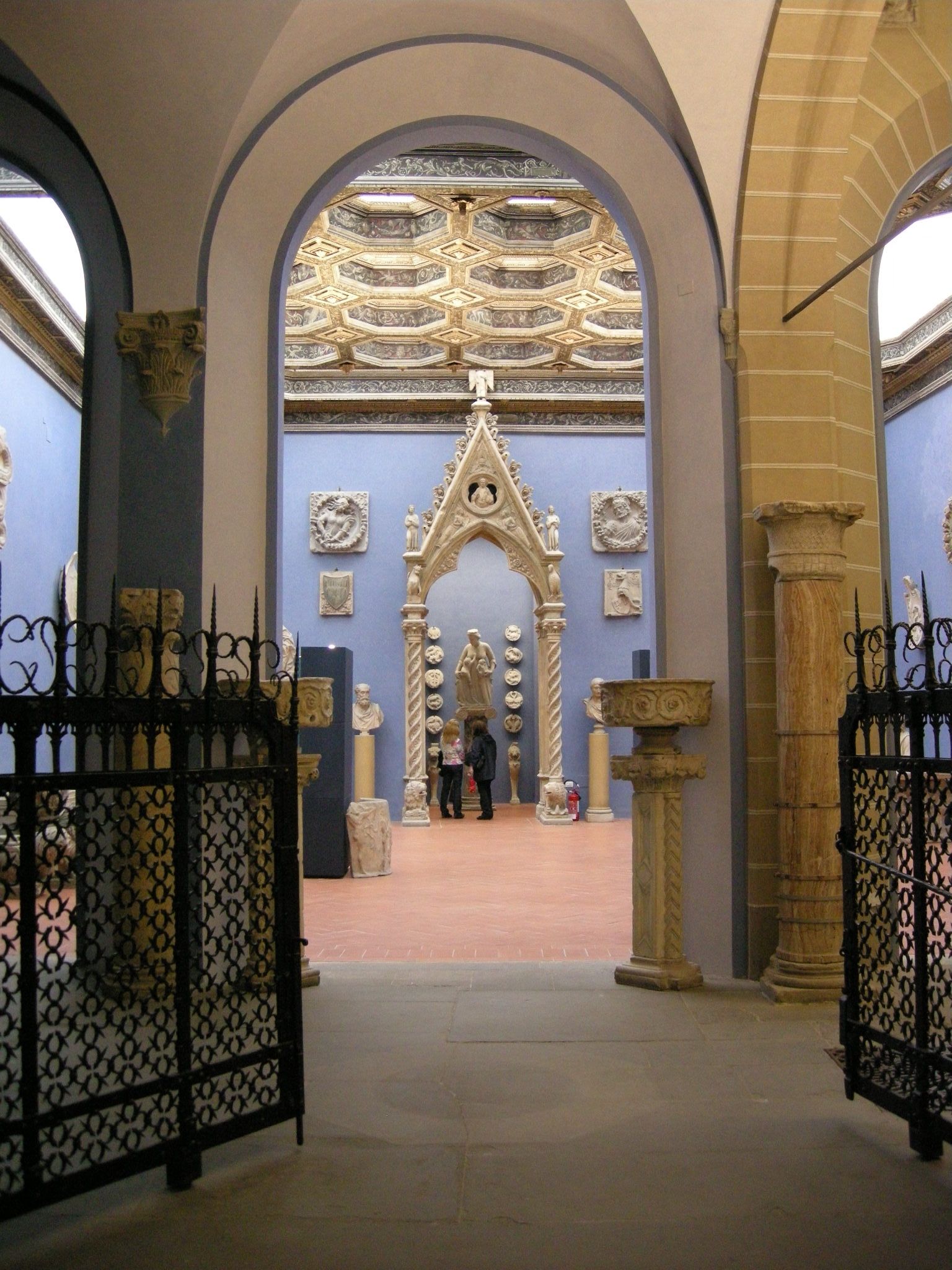
Blick ins Museo Bardini

Bardini vermachte sein 1881 erworbenes Stadtpalais, den Palazzo Bardini, seine Kunstsammlung und seinen an den Boboli-Garten angrenzenden Park der Stadt Florenz. Der Palazzo Bardini beherbergt das Museum. In der Villa Bardini ist seit 2008 das Museo Pietro Annigoni untergebracht. Außerdem finden dort Sonderausstellungen statt.